# Neoregelia azevedoi
Neoregelia azevedoi är en gräsväxtart som beskrevs av Elton Martinez Carvalho Leme. Neoregelia azevedoi ingår i släktet Neoregelia och familjen Bromeliaceae. Inga underarter finns listade i Catalogue of Life.